# Catonephele numilia
Catonephele numilia (Cramer, [1775]) é uma borboleta neotropical da família Nymphalidae, encontrada do México até a Argentina (no Brasil, ocupando os estados de Minas Gerais, Espírito Santo, Rio de Janeiro e São Paulo, na região sudeste do Brasil, Paraná e Santa Catarina, na região sul do Brasil). Apresentam dimorfismo sexual bem aparente. Machos são de uma coloração negra uniforme, vistos por cima, com duas manchas fortemente amarelas ou alaranjadas em cada asa anterior e uma mancha de igual coloração em cada asa posterior; nunca atingindo a borda das asas. Também apresentam pequenas pontuações em azul, ou até mesmo quase formando uma faixa, na borda das asas posteriores. Fêmeas são de coloração também negra, tendo como característica principal uma faixa branca cruzando quase toda a metade das asas anteriores e duas fileiras de pontuações lineares, de coloração branco azulada, próximas à borda das asas posteriores; também apresentando tons de vermelho no canto inferior da borda superior das asas anteriores; mas também podendo apresentar tal coloração em grandes áreas das asas posteriores. Vistos por baixo, ambos os sexos apresentam padronagem de folha seca. Machos e fêmeas atingem um pouco menos de 7,5 centímetros de envergadura.

## Hábitos
Borboletas da espécie Catonephele numilia são vistas se alimentando sobre frutos em fermentação, também pousando sobre esterco. Machos, por vezes, absorvem umidade do solo em superfícies lamacentas, ricas em minerais, ao longo de trilhas florestais. São solitários e, se alarmados, voam por alguns momentos, circulando com cautela e logo retornando próximos a sua posição original. Empoleiram-se em troncos de árvores e paredes rochosas, muitas vezes em uma postura de cabeça para baixo. Também se aquecem sob o sol, em folhas ou galhos, pousando com asas abertas em áreas expostas ou com asas fechadas em áreas sombreadas, geralmente a menos de um metro do solo. Fêmeas são menos abundantes, podendo ser vistas, ocasionalmente, em trilhas ensolaradas.

## Ciclo de vida
Os ovos são encontrados em plantas do gênero Alchornea (Euphorbiaceae), como  A. costaricensis ou A. latifolia, Nectandra (Lauraceae) ou Citharexylum (Verbenaceae); sendo de coloração branca, em forma de barril e depositados individualmente. Lagartas de C. numilia são de coloração predominantemente verde; contendo dois prolongamentos negros, como chifres, acima da cabeça e numerosos prolongamentos espinescentes em seu dorso. Vista frontalmente, a cabeça da lagarta é avermelhada, com duas faixas laterais negras.

## Subespécies
Catonephele numilia possui cinco subespécies: 
- Catonephele numilia numilia - Descrita por Cramer em 1775,[3] de exemplar citado como proveniente das Antilhas ("West Indies"); porém com sua real localidade-tipo no Suriname.
- Catonephele numilia penthia - Descrita por Hewitson em 1852, de exemplar proveniente do Brasil (Rio de Janeiro).
- Catonephele numilia esite - Descrita por R. Felder em 1869, de exemplares provenientes do México e Colômbia.
- Catonephele numilia neogermanica - Descrita por Stichel em 1899, de exemplar proveniente do Paraguai.
- Catonephele numilia immaculata - Descrita por Jenkins em 1985, de exemplar proveniente do México.[3][4]